# Чилтерн (район)
Чилтерн (англ. Chiltern) — неметрополитенский район (англ. non-metropolitan district) в графстве Бакингемшир (Англия). Административный центр — город Амершем.

## География
Район расположен в юго-восточной части графства Бакингемшир, граничит с графством Хартфордшир. Название района происходит от возвышенности Чилтерн-Хилс.

## История
Район был образован 1 апреля 1974 года в результате объединения городского района (англ. Urban district) Чешем и сельского района (англ. Rural District) Амершем.

## Состав
В состав района входит 2 города:
- Амершем
- Чешем

и 15 общин (англ. civil parish):
- Ашли-Грин
- Чалфонт-Сейнт-Джайлс
- Чалфонт-Сейнт-Питер
- Чартридж
- Ченис
- Чешам-Буа
- Чолсбери-кум-Сент-Леонардс
- Колсхилл
- Грэйт-Миссенден
- Латимер
- Литл-Чалфонт
- Литл-Миссенден
- Пенн
- Сир-Грин
- Ли